# Strepsichordaia lendenfeldi
Strepsichordaia lendenfeldi är en svampdjursart som beskrevs av Bergquist, Ayling och Wilkinson 1988. Strepsichordaia lendenfeldi ingår i släktet Strepsichordaia och familjen Thorectidae.
Artens utbredningsområde är havet kring Australien. Inga underarter finns listade i Catalogue of Life.